# 衡阳矿冶学院
衡阳矿冶学院，又称衡阳矿冶工程学院，一度称衡阳工学院，一所位于中國湖南省衡阳市的矿业为主本科院校。1959年成立，並在文化大革命爆发后的1969年停办。

## 创建
1955年，中华人民共和国国务院成立第三机械工业部，开始着手建设中国核工业。1958年，改为中华人民共和国第二机械工业部。同年第二机械工业部与冶金工业部协商，计划在湖南省创办一所铀矿学院，培养原子能事业人才。1959年2月17日，二机部请冶金部将中南矿冶学院在1958年为二机部招收的200名新生和矿冶工程系二、三、四年级铀矿冶各专业的238名学生以及该系现有的师资、干部，原则上全部转至在衡阳兴办的学院。同年3月，二机部决定以中南矿冶学院的矿冶工程系为基础，组建衡阳矿冶学院，由矿冶工程系主任魏忠信负责建院筹办。二机部先后又调陈健、苏鸿伯、彭静山、王中明、王治民、管明三、计亮年等参加筹建。1959年3月12日，二机部十二局负责领导衡阳矿院的基建工作，基建投资150万元。最初二机部定学校名字为“衡阳工学院”；3月底，学院筹备处就学院名称问题向二机部反映：衡阳市青草桥黄家湾已有一所“衡阳工学院”，请求更名。同年4月，武汉中南设计院负责学校设计总体规划任务，拟设冶金、采矿、选矿、化学分析、地质、矿山机电等6个专业，定于9月1日开学。5月，二机部派张克俭到学院统一领导，魏忠信参加筹建领导。学校最初计划在长沙选址；但中南矿业公司及二机部系统很多厂矿设在衡阳附近，为便于教学生产，决定在衡阳建校，因此改名为衡阳矿冶工程学院，又称衡阳矿冶学院。

## 教学与管理
1959年10月7日，二机部党组决定由张克俭、魏忠信、苏鸿伯、陈健、王中明组成学院临时党委，张克俭任书记。10月15日，学院举行开学典礼，10月16日正式上课。当年按6个专业招收新生330人，其中地质专业30人，采矿专业60人，电子专业30人，选矿专业60人，冶金专业60人，分析化学90人，加上中南矿冶学院矿冶工程系转来的二、三、四年级学生488人，共有学生818人。
1960年5月28日，二机部党组决定任命魏忠信为副院长。1960年11月21日，二机部党组任命徐其昌为副院长，并提议兼任党委副书记，呈报中共湖南省委决定。1961年5月29日，二机部党组决定任命严诚为副院长。1962年11月25日，中共湖南省委任命徐其昌为党委副书记，免去其副院长职务。1963年7月，副院长魏忠信调二机部太原第七研究所工作，与此同时，徐霁远调任学院党委书记，张克俭由党委书记改任院长。1959年至1969年，学院共有学生2078人，其中1959年中南矿冶学院矿冶工程系转来学生488人，学院招收学生1590人（1959年招收330人，1960年招收420人，1961年招收210人，1962年未招生，1963年招收210人。1964年招收210人，1965年招收210人，1966年文化大革命开始以后未再招生）。

## 停办
文化大革命期间，衡阳矿冶学院学生积极参加各类政治运动。1966年8月23日，衡阳矿冶学院红卫兵上街游行，冲击地、市委机关，这也是衡阳市群众组织把斗争矛头首次指向地、市领导干部。中共湖南省委书记张平化于9月24日发表讲话，斥责发生在全省各地的造反行动。随后，湖南造反派在首都三司的支持下，成立了湘江风雷，在北京散发大量传单。10月底，衡阳矿冶学院学生李瑞林率领20人成立“湖南无产阶级文化大革命考察团”抵达长沙，经郑开诚介绍认识叶卫东，加入湘江风雷，并提出到各地发展串联，并成功在1966年11月7日，将中共湖南省委副书记万达揪到衡阳批斗。11月23日，在衡阳矿冶学院体育场批斗张平化。1967年1月29日，学校红卫兵冲击衡阳市公安局。1966年12月16日，学院红卫兵查封《衡阳日报》。由于湘江风雷在湖南进行一连串活动，中央文革小组在1967年2月4日作出批示，宣布湘江风雷为反革命组织。于此同时11月8日，革命造反有理军衡阳总指挥部成立，矿冶学院学生杨尚兴为司令，矿冶学院文革筹委会主任李至有负责筹备。1967年1月26日，矿院文革委员会、湘江革命造反兵团在衡阳再开夺权大会，并冲击衡阳地市机关；造反派各自之间也存在争夺与对抗。
1967年，湖南省军区部队参加三支两军，并在同年3月，全面軍事管理衡阳矿冶学院、衡阳市第八中学等学校。1969年底，二机部决定停办衡阳矿冶学院。11月12日，二机部军管会派干部部部长耿宏等八人工作组到院，在全院职工大会上，宣布撤销学院的二军字597号文件。按文件规定六九届、七零届学生不作毕业分配，全部去厂矿劳动。干部和教职工全部下放二机部湖北五七干校，工人根据工作需要调往有关单位。11月22日，二机部工作组组长、干部部部长耿宏宣布由徐其昌、徐泽辉、鲁彬、陈德录、蒋长益组成领导小组，党委副书记徐其昌任组长，率领全院干部、教职工去二机部湖北五七干校，编为五大队。马子厚等人组成学院留守处，处理学校撤销后的遗留问题。同时，二机部决定将核工业第四勘察设计院迁入学院内。1970年，四院人员陆续从江西等地迁入衡阳。

## 恢复
文化大革命结束后，1979年5月28日，第二机械工业部来函湖南省人民政府：“为培养铀矿冶和其他科学技术人才，经征得你省同意，我部已报请国务院恢复衡阳矿冶学院”。1980年1月1日，成立“衡阳矿冶学院筹备处”，待遇为地师级。1980年4月26日，二机部副部长苏华来院视察，并与矿院筹备处和六所领导协商院内房地产的划分问题。1981年12月29日，二机部决定调整筹建方向，改为以培养通用专业人才为主，命名改为衡阳工学院。1984年4月，在北京召开衡阳工学院教学计划审定会，并在同年9月正式招生，隶属于中华人民共和国核工业部（后为中国核工业总公司）。1993年，更名为中南工学院，时任国务院副总理、中央军委副秘书长张爱萍两度题写校名。学院实行部省共建、部管为主的管理体制。2000年，和原衡阳医学院合并组建南华大学。

## 校友
该校校友有：
- 王承忠（1961年毕业），核燃料专家，核工业北京化工冶金研究院工会主席[17]。
- 吴建常（1964年毕业），冶金专家，中华人民共和国冶金工业部副部长、邓小平女婿[18]。
- 颜竞成（1965年毕业），化工光学科学家，中南工学院教授[19]。